# Take 5!
Take 5! (origineel: 6 nimmt!) is een kaartspel uitgegeven door 999 Games. Auteur is Wolfgang Kramer. Het spel is te spelen vanaf 2 tot 10 spelers, vanaf 10 jaar. Spelduur is ± 45 minuten.

## Doel van het spel
In het spel is het de bedoeling om zo weinig mogelijk runderen te verzamelen door middel van zo min mogelijk kaarten te incasseren.

## Voorbereiding
De kaarten worden geschud en iedere speler krijgt 10 kaarten. Deze worden geordend naar cijfervolgorde. Vervolgens legt men 4 kaarten in het midden. Ook deze worden geordend op cijfervolgorde en zo onder elkaar gelegd. Elke kaart vormt het begin van een rij. Elke rij mag maximaal 5 kaarten omvatten. De resterende kaarten worden opzij gelegd.

## Spelverloop

### Kaarten uitspelen
Alle spelers leggen 1 kaart uit hun hand dicht voor zich op tafel. Pas als de laatste speler beslist heeft, worden de kaarten omgedraaid. Wie de laagste kaart uitgespeeld heeft, legt deze als eerste in een van de vier rijen. Vervolgens komt de op een na laagste kaart in een rij, enzovoort. De kaarten worden in een rij telkens naast elkaar gelegd.

### Kaarten rangschikken
Elke uitgespeelde kaart past altijd in maar één rij. Daarbij gelden de volgende regels:
1. Oplopende cijfervolgorde: De kaarten van een rij moeten altijd een oplopende cijfervolgorde hebben.
2. Kleinste verschil: Een kaart moet altijd in de rij gelegd worden, waarvan de waarde van de laatste kaart het dichtst bij de nieuwe kaart ligt.

#### Voorbeeld
De laatste kaarten van de 4 rijen hebben de volgende waarden: 12, 37, 43, 58. Vier spelers speelden de volgende kaarten uit: 14, 15, 44 en 61. De "14" is de laagste kaart. Deze wordt als eerst in een rij gelegd. Overeenkomstig regel één kan deze kaart alleen achter de "12". Dit geldt ook voor de "15" die als tweede gelegd wordt. Kaart "44", die als derde wordt gelegd, kan volgens regel één in elke rij behalve achter de "58". Volgens regel twee (kleinste verschil) moet deze kaart echter achter de "43". De laatste kaart, de "61", moet volgens regel twee achter de "58" gelegd worden.

### Kaarten incasseren
Zolang men een kaart in een rij kan onderbrengen is er niets aan de hand. Als een rij vol is of een kaart in geen enkele rij past moet de speler kaarten incasseren en dus ook runderen, oftewel strafpunten. Kaarten die men incasseert legt men opzij op een stapeltje. Deze kaarten mag men niet terug in de hand nemen.
- Derde regel - Volle rij: Een rij is vol met 5 kaarten. Wanneer volgens regel 2 een zesde kaart in deze rij gelegd moet worden, dan moet de speler die deze kaart uitgespeeld heeft, alle 5 de kaarten van deze rij pakken. Zijn zesde kaart vormt dan het begin van een nieuwe rij.
- Vierde regel - Laagste kaart: Wie een kaart uitspeelt waarvan het cijfer zo laag is dat de kaart in geen enkele rij past, moet alle kaarten van een zelfgekozen rij pakken. Zijn kaart is ook nu het begin van de nieuwe rij.

#### Voorbeeld
Het einde van onze rijen zijn op dit moment 15, 37, 44 en 61. De vier spelers spelen de volgende kaarten uit: 21, 26, 30 en 36. De "21" en de "26" komen in de eerste rij achter de "15". Deze rij is nu vol met 5 kaarten. De speler die de "30" heeft uitgespeeld moet zijn kaart eveneens in die rij leggen aangezien het de zesde kaart is. Zijn eigen kaart is nu de eerste kaart van de eerste rij. De "36" moet ook in die rij komen. Deze keer achter de "30". In de eerste rij liggen nu twee kaarten.
De volgende kaarten worden uitgespeeld: 3, 9, 58 en 83. De "3" als laagste kaart moet als eerste onderbracht worden. Deze kaart past in geen enkele rij. Deze speler kiest nu voor een rij, bijvoorbeeld voor de rij met maar één kaart: de rij met de "37". Speler twee heeft geluk want hij hoeft nu geen rij te nemen omdat er een lagere kaart is gespeeld die als eerste moest pakken. De "9" kan netjes achter de "3" komen.

## Aantal runderen
Op elke kaart staan tussen de cijfers runderkoppen afgebeeld. Elke runderkop komt overeen met één minpunt:
- vijftallen (5, 15, 25, ...) hebben 2 runderen,
- tientallen (10, 20, 30, ...) hebben 3 runderen,
- dubbele getallen (11, 22, 33, ...) hebben 5 runderen
- en andere kaarten hebben 1 rund.

Het cijfer 55 heeft 7 runderen. 2 omdat het een vijftal is en 5 omdat het een dubbel getal is.

## Einde van het spel
Het spel eindigt wanneer een speler na 1 of meerder speelronde 66  runderkoppen  heeft verzameld. De speler met de minste runderkoppen op dat moment is de winnaar alle kaarten uitgespeeld zijn. Dus als de eerste 10 kaarten zijn uitgespeeld deelt men opnieuw 10 kaarten. Tot slot neemt elke speler zijn veestapel en telt zijn minpunten.